# Randolph megye (Nyugat-Virginia)
Randolph megye az Amerikai Egyesült Államokban, azon belül Nyugat-Virginia államban található. Megyeszékhelye és legnagyobb városa Elkins. Lakosainak száma 27 932 fő (2020. április 1.). Randolph megye Tucker, Pendleton, Pocahontas, Webster, Upshur, Barbour és Grant megyékkel határos.

## Népesség
A megye népességének változása:
| Lakosok száma | 29 378 | 29 443 | 29 378 | 29 415 | 29 126 | 27 932 |
|               | 2010   | 2011   | 2012   | 2013   | 2015   | 2020   |